# Marchin
Marchin (in vallone Mårcin) è un comune belga di 5 143 abitanti, situato nella provincia vallona di Liegi.